# 熟鐵
熟鐵（英語：Wrought iron）又稱鍛鐵、工业純鐵，是含碳量小於0.02%的铁碳合金，杂质总含量约0.1%。

## 冶炼
熟鐵除現代可由如：電爐煉鋼、純氧乙炔爐使用鐵礦石直接還原成純鐵外，十九世紀或以前由生鐵經過熔化及鍛打並將雜質氧化而得到的產物；由于生鐵的冶煉温度較低，因此在發現焦煤前均只能先煉成生鐵。經鍛打或炒制后的熟鐵溶點高，會馬上轉稠而成為固體，故古代武器用鋼只有鍛打鋼、例如大馬士革鋼；但兩者都不能使雜質和鐵完全分離，所以即使熟鐵中亦常含有少量的渣，在加工後顯示纖維組織。
由於熟鐵的純度較高，熟鐵較生鐵及鋼軟，也因而具有比較好的抗腐蝕性，韌性和延展性也較高，但硬度和强度較低。而鋼是介于兩者之間。

## 應用
现代，工业纯铁主要用于磁性材料。